# Đinh Văn Cương
 Đinh Văn Cương (25 tháng 9 năm 1952 – 17 tháng 7 năm 2016) là một chính khách Việt Nam. Ông nguyên là Uỷ viên Ban Chấp hành Trung ương Đảng Cộng sản Việt Nam khóa X, XI, Phó trưởng Ban Kinh tế Trung ương, nguyên Phó Trưởng ban thường trực Ban Chỉ đạo Tây Bắc; nguyên Bí thư Tỉnh ủy, Chủ tịch Hội đồng nhân dân, Chủ tịch Ủy ban nhân dân tỉnh Hà Nam.

## Tiểu sử
Đinh Văn Cương sinh ngày 25/9/1952; quê quán: xã Thi Sơn, huyện Kim Bảng, tỉnh Hà Nam. Ông đã trải qua nhiều cương vị, vị trí, địa bàn và lĩnh vực công tác khác nhau:
Từ 04/1970 – 3/1980: nhập ngũ và được phong hàm Trung úy, Trợ lý Phòng chính trị, Sư đoàn 316, Quân khu 2.
Từ 04/1980 – 7/1981: chuyển ngành về làm cán bộ phòng tổ chức, công ty Thương nghiệp huyện Duy Tiên, tỉnh Hà Nam Ninh;
Từ 08/1981 – 2/1986: Trưởng phòng Tổ chức – Hành chính, Trưởng phòng Kế hoạch Công ty Thương nghiệp huyện Duy Tiên, tỉnh Hà Nam Ninh;
Từ 03/1986 – 4/1988: Phó giám đốc Công ty Ngoại thương huyện Kim Bảng, tỉnh Hà Nam Ninh;
Từ 05/1988 - 3/1989: Trưởng phòng Tài chính Thương nghiệp, Giám đốc Công ty Ngoại thương, huyện ủy viên huyện Kim Bảng, tỉnh Hà Nam Ninh;
Từ 04/1989 – 7/1991: Phó Chủ tịch, huyện ủy viên huyện Kim Bảng, tỉnh Hà Nam Ninh;
Từ 08/1991 – 12/1994: Phó Bí thư Huyện ủy, Phó Chủ tịch, huyện ủy viên huyện Kim Bảng, tỉnh Hà Nam Ninh (sau là tỉnh Nam Hà);
Từ 01/1995 – 12/1996: Tỉnh ủy viên, Phó Chủ tịch Ủy ban nhân dân huyện Kim Bảng, tỉnh Nam Hà;
Từ 01/1997 – 12/1997: Ủy viên Ban Thường vụ Tỉnh ủy, Phó Chủ tịch Ủy ban nhân dân tỉnh Hà Nam;
Từ 01/1998 – 11/2005: Phó Bí thư Tỉnh ủy, Chủ tịch Ủy ban nhân dân tỉnh Hà Nam;
Từ 12/2005 – 9/2010: Ủy viên Ban Chấp hành Trung ương Đảng Cộng sản Việt Nam khóa X, Bí thư Tỉnh ủy Hà Nam;
Từ 10/2010 – 2/2013: Ủy viên Ban Chấp hành Trung ương Đảng Cộng sản Việt Nam khóa XI, Phó trưởng Ban Thường trực Ban Chỉ đạo Tây Bắc;
Từ 03/2013 – 1/2016: Ủy viên Ban Chấp hành Trung ương Đảng khóa XI, Phó trưởng Ban Kinh tế Trung ương.
Từ 02/2016 – 7/2016: Phó trưởng Ban Kinh tế Trung ương.
Ông Đinh Văn Cương mất ngày 17/7/2016 (tức ngày 14/6 năm Bính Thân); hưởng thọ 65 tuổi.

## Khen thưởng
Đinh Văn Cương đã được Đảng, Nhà nước trao tặng các phần thưởng cao quý:
- Huân chương Độc lập hạng Nhì;
- Huân chương Lao động Hạng nhì; Hạnh Ba
- Bằng khen của Thủ tướng Chính phủ;
- Kỷ niệm chương Vì sự nghiệp Kinh tế của Đảng;
- Huy hiệu 40 năm tuổi Đảng.[5]